# НеНастье
«НеНастье» — седьмой студийный альбом группы «Настя», выпущенный в 2002 году лейблом Grand Records.

## Список композиций
Вся музыка — Егор Белкин.
Все тексты — Настя Полева, кроме указанного особо.
| №   | Название                                     | Текст песни      | Длительность |
| --- | -------------------------------------------- | ---------------- | ------------ |
| 1.  | «Время летит»                                |                  | 4:09         |
| 2.  | «Войны»                                      |                  | 5:31         |
| 3.  | «У нас нет песни»                            |                  | 5:34         |
| 4.  | «Рабочая река»                               |                  | 5:07         |
| 5.  | «Опоздала луна»                              |                  | 5:25         |
| 6.  | «Большой огонь»                              |                  | 5:12         |
| 7.  | «Иду себе»                                   |                  | 4:08         |
| 8.  | «Кино»                                       |                  | 4:33         |
| 9.  | «Факультет естественной любви»               | Вячеслав Бутусов | 4:18         |
| 10. | «Следи за небом»                             |                  | 4:33         |
| 11. | «Факультет естественной любви (Dub Remix)»   | Вячеслав Бутусов | 4:30         |
| 12. | «Факультет естественной любви (Ragga Remix)» | Вячеслав Бутусов | 3:53         |

## Участники записи
- Настя Полева — вокал
- Егор Белкин — аранжировка, гитары, клавишные, бэк-вокал
- Майкл Мэннис (Michael Mennies) — клавишные
- Андрей Косогоров — бас-гитара
- Энди Кравиц — барабаны
- Андрей Суротдинов — скрипка (6, 9)
- Александр Бровко — губная гармоника (7)
- Андрей Нечаев — ремикс (11, 12)

### Технический персонал
- Продюсеры: Майкл Мэннис, Егор Белкин
- Запись, редактирование, сведение: Майкл Мэннис
- Запись барабанов (в студии Brickhouse, Филадельфия, США): Энди Кравиц
- Дизайн: Александр Коротич
- Фотографии: Олег Михеев
- Стилист: Юля Неверова

Спасибо: Энди Кравицу (Andy Kravitz), Николаю Остаркову, Ирине Остарковой, Марии и Нине Мэннис, Олегу Михееву, Полу и Ольге Доти (Doty), Ирине Косиновской, Борису Фомичеву, Вячеславу Бутусову, Захару Маю, Александру Бровке, Андрею Суротдинову, Андрею Нечаеву, Ольге Береговой, Гуле Мингазовой.
Спасибо: городам Санкт-Петербургу, Нью-Йорку, Филадельфии, Сан-Франциско, Сан-Хосе.